# Jardin des Tuileries

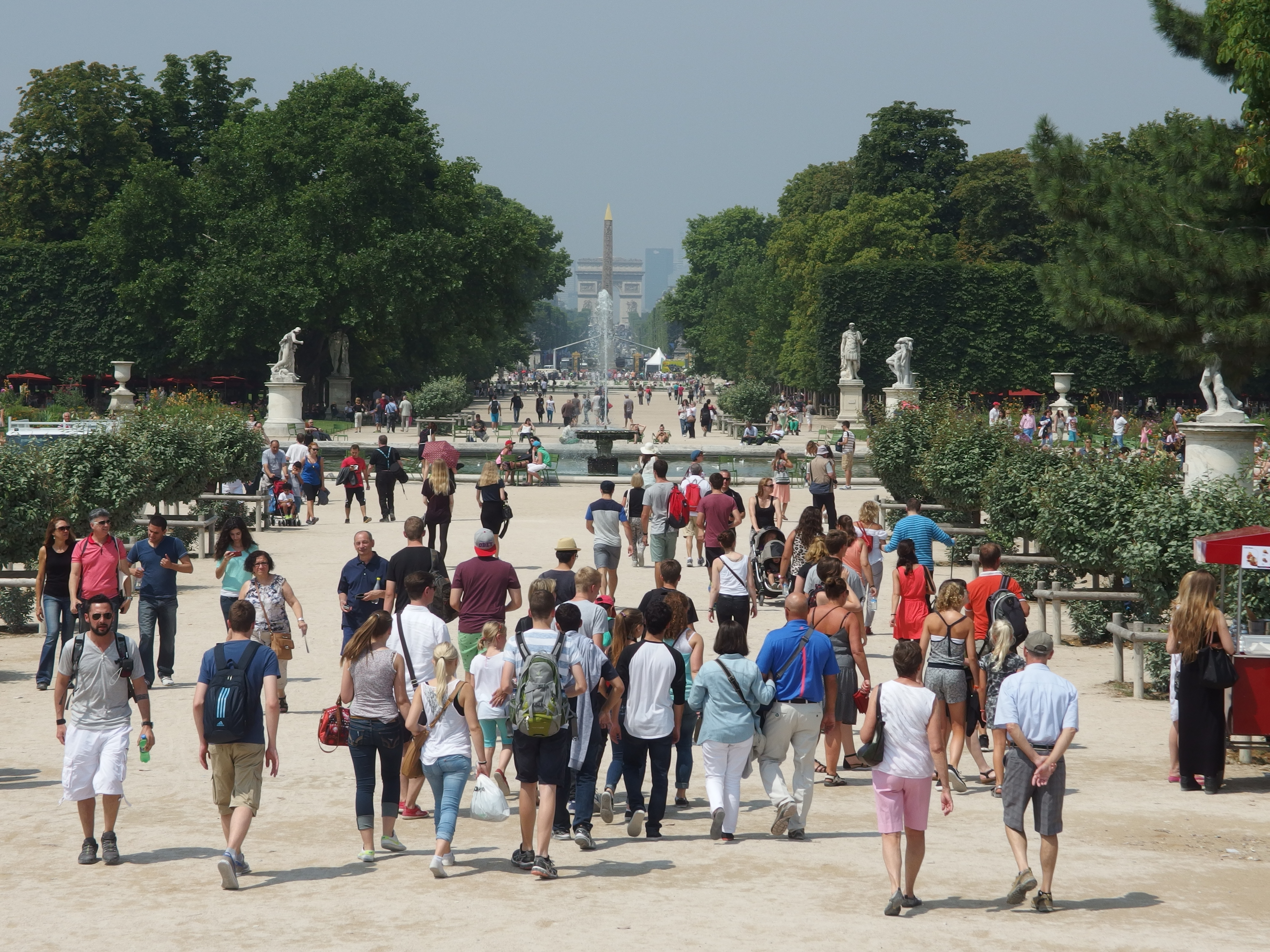
Blick in Richtung Place de la Concorde im Juli 2014

Der Jardin des Tuileries (deutsch Tuileriengarten) ist ein im französischen Stil gehaltener ehemaliger Barock-Schlosspark am Louvre in Paris. Er erstreckt sich von der Place de la Concorde im Westen bis zum Louvre im Osten und ist im Süden vom rechten Ufer der Seine, im Norden von der Rue de Rivoli begrenzt.

## Geschichte

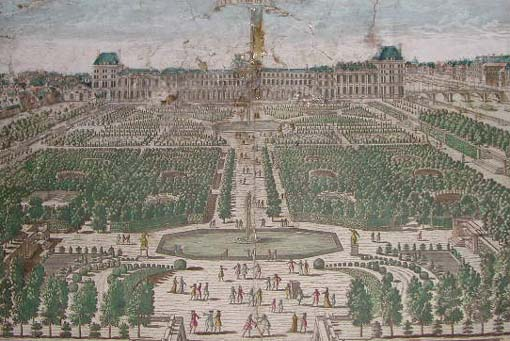
Palais des Tuileries und Jardin des Tuileries Ende des 17. Jahrhunderts

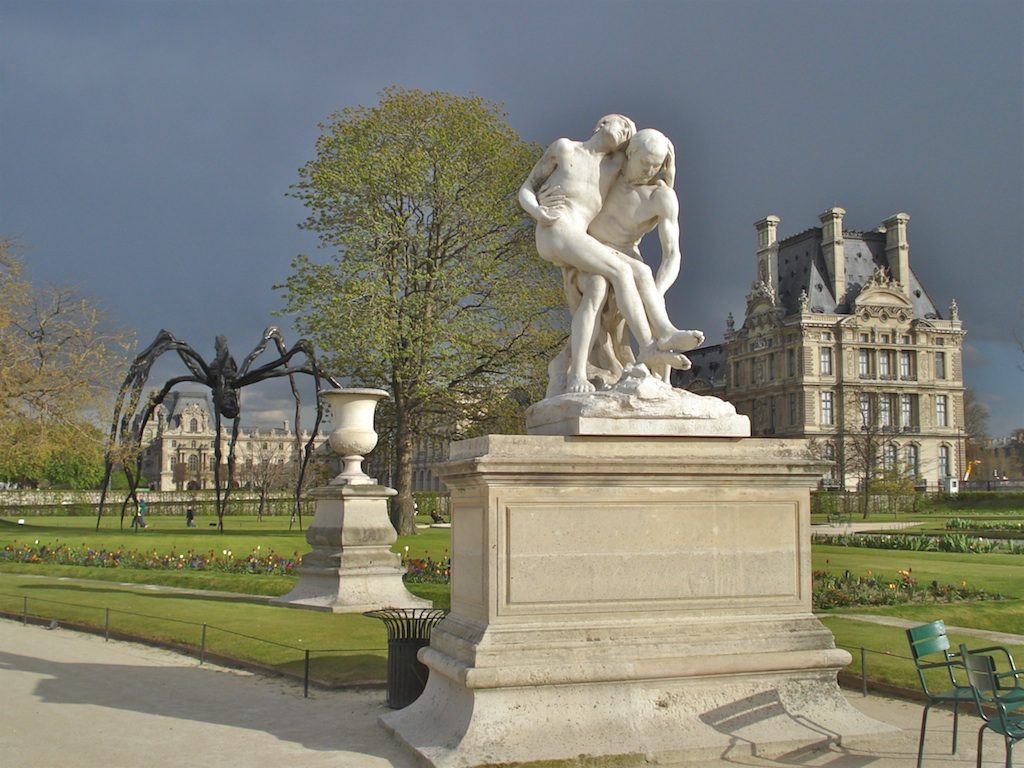
Ansicht der heutigen Gärten, im Vordergrund die Skulptur Der gute Samariter von François-Léon Sicard, Marmor 1896; im Hintergrund die Skulptur Maman von Louise Bourgeois. Foto: Palagret

Der Große Garten wurde zur Zeit der Erbauung des Palais des Tuileries (1871 abgebrannt) auf dessen Westseite für die französische Königin Katharina von Medici im Stil der italienischen Renaissance angelegt und 1564 erstmals urkundlich erwähnt. Er war damit der Privatgarten der Königinnen und Könige und entwickelte sich bis zur Französischen Revolution entlang dem Geschmack der jeweiligen Herrscher:
- Garten der Katharina de Medici (Gartenintendant Bernard de Carnessequi)
- Garten Heinrich IV. (Gartenintendant Jean Le Nôtre)
- Garten von Ludwig XIII.
- Garten von Ludwig XIV. (Phase von André Le Nôtre)

Ein Idealplan des 1570 verstorbenen Architekten des Louvre, Philibert Delorme, ist bei du Cerceau abgebildet. Unter Leitung des aus Florenz stammenden Gartenintendanten der Tuilerien, Bernard de Carnessequi, schufen die Gärtner Pierre de Villers, Bastien Tarquin und Pierre Le Nôtre bis 1578 die etwa 15 Hektar große Anlage, unterteilt von sechs Längsalleen mit Bergahorn, Ulmen und Fichten sowie acht Queralleen. In den Quartieren wuchsen Obstbäume, Safran und Küchengewächse. 1567 entstand der Medici-Brunnen, der sein Wasser über ein Aquädukt aus Saint-Cloud erhielt. 1570/71 entstanden ein Labyrinth und eine Grotte von Bernard Palissy, die nicht mehr vorhanden sind.
Die erste Umgestaltung ließ Heinrich IV. ab 1594 vornehmen: Pierre Le Nôtre bearbeitete die Parterres nach Entwürfen von Claude Mollet, André Tarquin die Baumgärten. 1599 wurden 1000 Alleebäume angekauft und Maulbeerplantagen angelegt. In den Parterres wurde das königliche Monogramm H dargestellt. 1605 entstand auf der Nordseite ein fast 600 m langer Laubengang. 1602–08 wurde an der Seine zur Bewässerung des Gartens ein Pumpwerk errichtet, das unter dem Namen Samaritaine Aufsehen erregte. In diesem Zusammenhang entstand 1607 das Grand Bassin. 1609 wurde das Parterre durch Jean Le Nôtre erneut modernisiert. Danach bestand es nur noch aus Broderiefeldern.
Nach dem sogenannten Großen Plan wurde außerdem 1600 auf der Ostseite des Palais, wo schon 1575 ein kleiner Garten gelegen hatte, der Neue Garten angelegt, der aus acht quadratischen Parterrefeldern um einen Schalenbrunnen bestand und als königlicher Privatgarten diente. Hier legte Claude Mollet die Parterres an, die 1600 von Olivier de Serres publiziert wurden. Dieser Garten ist auch auf dem Titelblatt von Daniel Rabel (1630) abgebildet.
Unter Ludwig XIV. erfolgte auf Anweisung des Ministers Colbert die nächste Umgestaltung durch den Gartenarchitekten André Le Nôtre. Er legte 1666–1672 auf der Westseite des Palais, wo bis dahin eine Straße war, eine Terrasse an. Des Weiteren entwarf er das Parterre neu, wobei der große Brunnen Grand Bassin Rond mit einem Außendurchmesser von 40 Metern in der Mittelachse angeordnet wurde und die beiden kleineren Brunnen seitlich entstanden. Nach Plänen von André Le Nôtre wurde der Mittelweg zu einer breiten Kastanienallee verbreitert. Am westlichen Ende des Gartens schuf man das große achteckige Becken Bassin Octogonal mit 60 Metern Durchmesser (70 Meter Durchmesser über die Außenecken) und die hufeisenförmigen Rampen Fer à Cheval, die zur großen Terrasse hinaufführten, die den Garten dort umfasste.

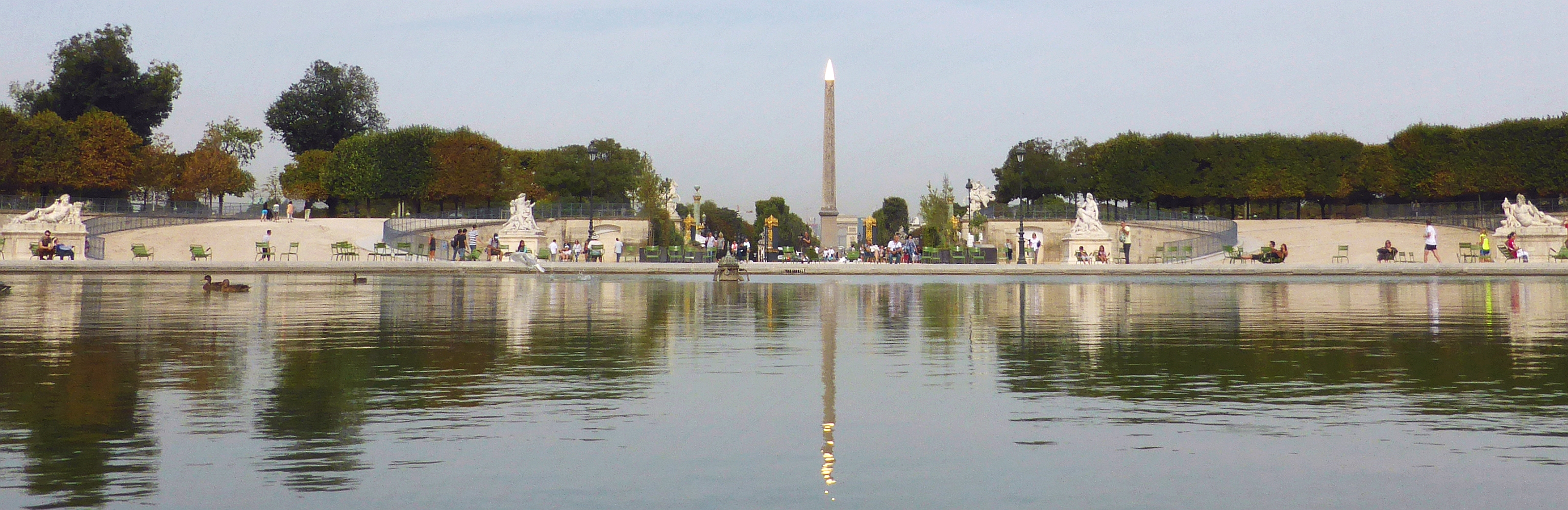
Brunnen Bassin Octogonal mit Rampen Fer à Cheval im Park Jardin des Tuileries
(Hintergrund Luxor Obelisk am Place de la Concorde)

Im Zuge des von François Mitterrand 1981 initiierten Umbaus des Louvre wurde der Tuileriengarten restauriert und dabei so weit wie möglich wieder in den Zustand des 17. Jahrhunderts versetzt.
In seinem westlichen Bereich blieben die frühere Orangerie und das ehemalige Ballhaus Jeu de Paume aus der Mitte des 19. Jahrhunderts erhalten. Die Orangerie beherbergt das Musée de l’Orangerie mit Werken des Impressionismus, des Spätimpressionismus und der École de Paris, das Ballhaus die Galerie nationale du Jeu de Paume für Ausstellungen zeitgenössischer Fotografie und Videokunst.
Der Garten selbst beherbergt ebenfalls Kunstwerke, unter anderem den Baum der Vokale von Giuseppe Penone, die Nachbildung eines umgestürzten Baumes aus Bronze.
Der Garten diente als Motiv in Édouard Manets Gemälde Musik im Tuileriengarten (1862). Modest Mussorgski wurde 1874 zu seiner Komposition Bilder einer Ausstellung durch die Betrachtung von Gemälden angeregt; eines zeigte spielende Kinder im Tuileriengarten.

### Olympische Spiele
Während der Olympischen Sommerspiele 1900 wurden im Tuileriengarten die Fechtwettkämpfe ausgetragen.

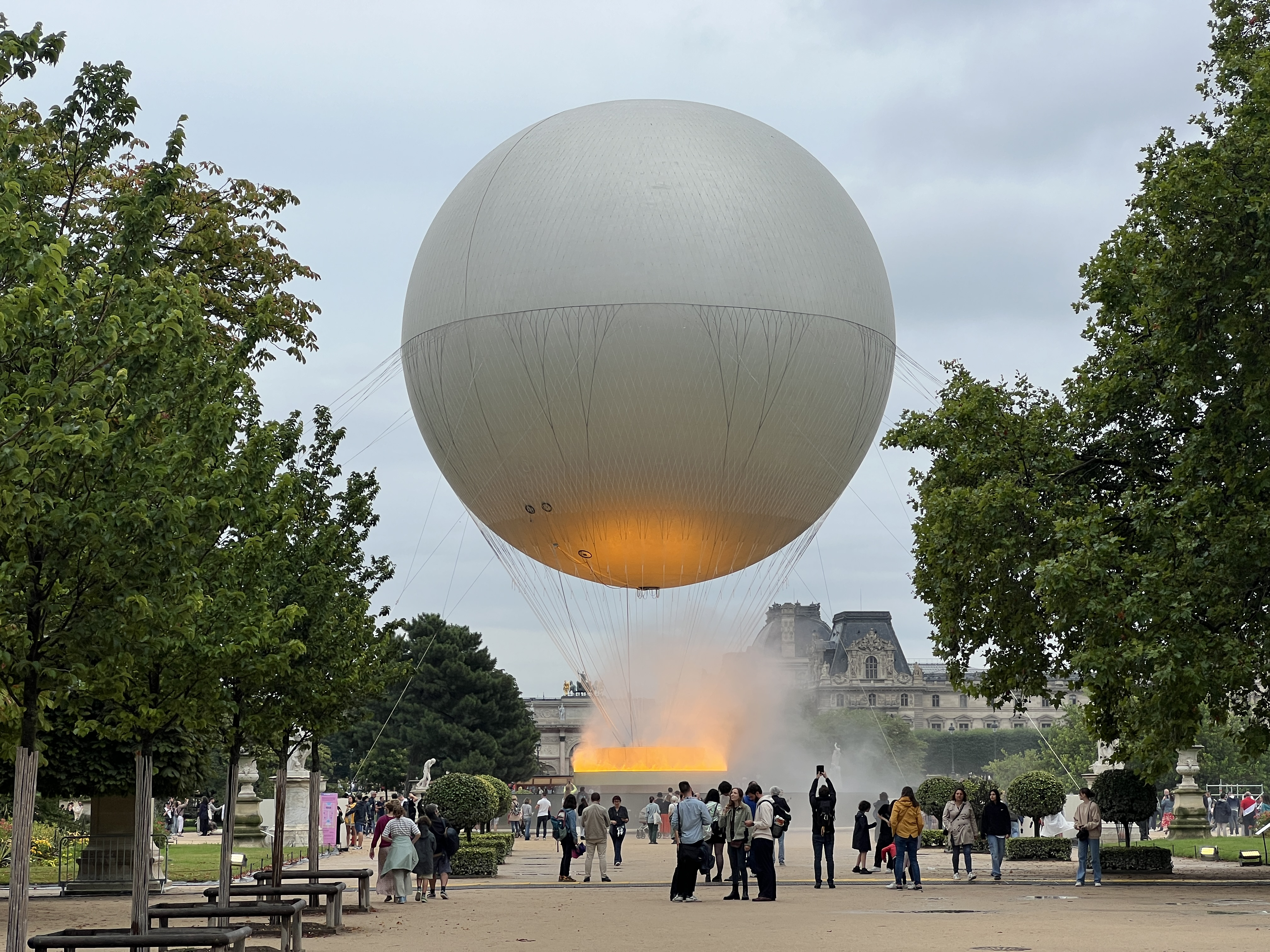
Das olympische Feuer der Olympischen Sommerspiele 2024

Bei der Eröffnungsfeier der Olympischen Sommerspiele 2024 erhob sich im Garten ein golden beleuchteter Ballon, der während der Spiele eine künstliche olympische Flamme trug. Dabei bestand die Installation aus einer von einem Ballon getragenen Ringkonstruktion mit einem Durchmesser von 7 Metern, in die Wasserdampf aus 200 Düsen kontinuierlich einströmte und von 40 LED-Scheinwerfern angestrahlt wurde.

## Film
- Europas schönste Parks. Paris: Jardin du Luxembourg und Tuilerien. Dokumentarfilm, Deutschland, 2016, 43:12 Min., Buch und Regie: Christian Schidlowski, Produktion: a&o buero, ZDF, arte, Reihe: Europas schönste Parks, Erstsendung: 20. Februar 2017 bei arte, Inhaltsangabe von ARD.